# 1564 az irodalomban
Az 1564. év az irodalomban.

## Új művek
- Zsámboky János Emblemata (Jelképek) című kötete.
- François Rabelais: Gargantua és Pantagruel (La vie de Gargantua et de Pantagruel). Az öt könyvből álló regény (1532–1564) utolsó könyve.
- Jan Kochanowski lengyel reneszánsz költő versei: Satyr albo Dziki mąż (A szatír avagy a vadember), Zgoda (Egyetértés).

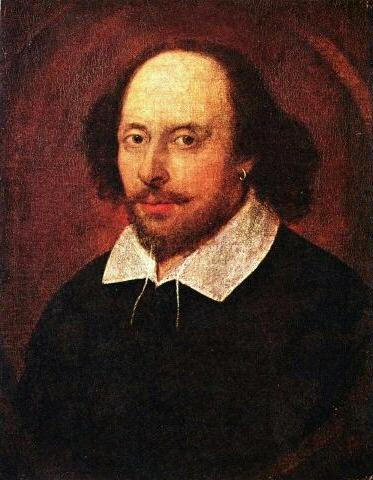
William Shakespeare

## Születések
- február 26. – Christopher Marlowe angol drámaíró, költő és műfordító († 1593)
- április 23. – William Shakespeare angol költő, drámaíró, a drámairodalom egyik legnagyobb alakja († 1616)

## Halálozások
- február 18. – Michelangelo Buonarroti, az olasz reneszánsz kimagasló mestere, költő, egyike a képzőművészet legnagyobb alakjainak (* 1475)
- május 27. – Kálvin János francia származású svájci reformátor, keresztény tudós, a kálvinizmus névadója; fontos szerepet játszott a francia irodalmi nyelv kialakulásában is (* 1509)
- 1564. körül – Maurice Scève francia költő (* 1501 körül)